# 14190 Soldán
14190 Soldán eller 1998 XS15 är en asteroid i huvudbältet som upptäcktes den 15 december 1998 av de båda tjeckiska astronomerna Miloš Tichý och Zdeněk Moravec vid Kleť-observatoriet. Den är uppkallad efter den tjeckiska astronomen Jan Soldán.
Asteroiden har en diameter på ungefär 13 kilometer.